# Hobița (okręg Hunedoara)
Hobița – wieś w Rumunii, w okręgu Hunedoara, w gminie Pui. W 2011 roku liczyła 186 mieszkańców.